# C-lebrity
A C-lebrity a tizedik dal a Queen + Paul Rodgers formáció 2008-as The Cosmos Rocks című albumáról.
2008. április 4-én élőben mutatták be a brit ITV csatorna All Murray’s Happy Hour című műsorában (a műsorban fellépő vendégművészek rendszeresen egy-egy Queen-dalt adnak elő). Első rádiós lejátszása augusztus 4-én zajlott a BBC Radio 2 műsorában. Később nyilatkozatokban megerősítették, hogy ez a dal is rajta lesz első közös albumukon. Kislemezként előreláthatóan szeptember 8-án jelenik meg mind interneten letölthető, mind CD formátumban.
A dal szövege nagyrészt Roger Taylor dobostól származik, elmondása szerint azokról a celebeknek nevezett egyénekről szól, akik minden tehetség nélkül kerülnek a figyelem középpontjába.
A felvételen Taylor Hawkins, a Foo Fighters együttes dobosa is háttérvokálozott.
A kislemez 2008. szeptember 15-én (egy héttel a megjelenése után, egy időben az album megjelenésével) a brit slágerlistán a 33. helyen kezdett, mintegy 4900 eladott példánnyal (összehasonlításként: az a heti listavezető kislemezből több mint 44 ezer példány kelt el), de a következő héten már le is került a listáról. A brit rock slágerlistán az első helyen nyitott.
A megjelent kislemezről kevés kritika született (kivétel például a Rolling Stone magazin három és fél csillagos értékelése), inkább az album részeként írtak róla. Az AllMusic kritikusa az album legjobb három dala közé sorolta, és megjegyezte, hogy a régi Queen-bolondozásokat eleveníti fel. A The Guardian kritikusa rávilágított, hogy képmutató dolog az együttesnek a fiatal, hirtelen sztárokat kigúnyolni, mikor a We Will Rock You musical szereplői között gyakoriak a fiatal hírességek.

## Idézetek
A C-lebrity egy találó észrevétel a hírnév jelenlegi fogalmára – a siker, és mindaz, ami azzal jár. Elég, ha feltűnik az arcod a TV-ben – a tehetség már nem számít ebben az egyenletben. A híresség mára egy elhasznált és értéktelen szó lett. – Roger Taylor

## Kislemez kiadás

### CD
1. C-lebrity
2. C-lebrity (All Murray's Happy Hour Video)
3. C-lebrity (Now Play It Tutorial)[1]

### 7" / internetes
1. C-lebrity
2. Fire and Water (live at Saitama Super Arena, Tokyo, 2005)[1]

### iTunes exkluzív kiadás
1. C-lebrity
2. Fire and Water (live at Saitama Super Arena, Tokyo, 2005)
3. The Show Must Go On (live at Saitama Super Arena, Tokyo, 2005)[1]